# Buturlinovka
Buturlinovka (russisk: Бутурлиновка) er en by i Voronezj oblast i Rusland. Den ligger ved floden Ossered (en sideflod til Don), omkring 140 km sydøst for Voronezj. Den har et indbyggertal på 28.627 (folketælling 2002).
Buturlinovka blev grundlagt i 1740. Bystatus blev indvilget i 1917.
Buturlinovka flybase ligger 4 km syd for byen.